# Vincent Bounoure
 (décembre 2018).
Si vous disposez d'ouvrages ou d'articles de référence ou si vous connaissez des sites web de qualité traitant du thème abordé ici, merci de compléter l'article en donnant les références utiles à sa vérifiabilité et en les liant à la section « Notes et références ».
Vincent Bounoure (né le 20 avril 1928 à Strasbourg et mort le 15 janvier 1996 à Paris) est un poète et écrivain surréaliste, expert en objets d’art premier.

## Biographie
Neveu d'un critique littéraire, Gabriel Bounoure, Vincent s'intéresse à la littérature et aux arts dès son plus jeune âge, mais poursuit, à la demande de ses parents, des études scientifiques qui le conduisent à l'École des Mines de Nancy.
À sa sortie de l'école, il s'installe à Paris où il travaille dans un bureau d'architecture industrielle, et fréquente Jean-Louis Bédouin et Benjamin Péret, deux membres du groupe surréaliste parisien, auquel il participe à partir des années 1950 et jusqu'à la dissolution du groupe, en 1969, à l'initiative de Jean Schuster.
Il tente alors de reconstituer une activité surréaliste collective, ce qui se traduit par la publication d'un Bulletin de liaison surréaliste, qui paraît de 1970 à 1976.
Ce bulletin, orienté à l'extrême-gauche, témoigne, outre l'activité littéraire, de l'intérêt que Bounoure, déjà signataire de l'appel des 121 en 1960, porte aux questions politiques.
A la fin de la décennie, il apporte son soutien à la Charte 77 ou aux opposants à la dictature militaire en Argentine.
Cela aboutit à la publication, en 1976, de La Civilisation surréaliste, en collaboration avec Michael Löwy et Michel Lequenne, puis à l'éphémère revue Surréalisme (deux numéros, en 1977).
À partir de 1974, il se spécialise dans les arts premiers, qu'on appelle alors « primitifs » ou « sauvages », et, en 1976, devient expert en ventes publiques dans ce domaine.

## Principales publications
- La Peinture américaine, Lausanne, Éd. Rencontre, 1967
- Les Vitriers. Sept cuivres gravés au vernis mou par Jorge Camacho. Proses de Vincent Bounoure, Paris, G. Visat, 1971
- La Civilisation surréaliste (collectif), Paris, Payot, 1976
- Les Masques et leurs fonctions (collectif), Rennes, Maison de la culture, 1980
- Vision d'Océanie, Paris, Musée Dapper, 1992
- Les Anneaux de Maldoror et autres chapitres d'un Traité des contraires, Paris, L'Écart absolu, 1999 (posthume)
- Moments du surréalisme, Paris, L'Harmattan, 1999 (posthume)
- Le Surréalisme et les arts sauvages, Paris, L'Harmattan, 2001 (posthume)